# Dicriconema tenue
Dicriconema tenue är en rundmaskart som beskrevs av Steiner och Hoeppli 1926. Dicriconema tenue ingår i släktet Dicriconema och familjen Chromadoridae. Inga underarter finns listade i Catalogue of Life.